# Зеленов (Ивано-Франковская область)
Зеленов (укр. Зеленів) — село в Рогатинской городской общине Ивано-Франковского района Ивано-Франковской области Украины.
Население по переписи 2001 года составляло 162 человека. Занимает площадь 3,706 км². Почтовый индекс — 77043. Телефонный код — 03435.